# Judo na Letních olympijských hrách 1980
Zápasy v judu na LOH v Moskvě probíhaly v paláci sportu Lužniki v období 27. července – 1. srpna 1980.

## Medailisté

### Muži
| Kategorie | Zlato                                    | Stříbro                                | Bronz                                                 | Bronz                                                     |
| --------- | ---------------------------------------- | -------------------------------------- | ----------------------------------------------------- | --------------------------------------------------------- |
| – 60 kg   | Thierry Rey · Francie (FRA)              | Rafael Rodríguez · Kuba (CUB)          | Arambij Jemiž · Sovětský svaz (URS)                   | Tibor Kincses · Maďarsko (HUN)                            |
| – 65 kg   | Nikolaj Soloduchin · Sovětský svaz (URS) | Cendín Damdin · Mongolsko (MGL)        | Ilijan Nedkov · Bulharsko (BUL)                       | Janusz Pawłowski · Polsko (POL)                           |
| – 71 kg   | Ezio Gamba · Itálie (ITA)                | Neil Adams · Velká Británie (GBR)      | Ravdangín Davádalaj · Mongolsko (MGL)                 | Karl-Heinz Lehmann · Německá demokratická republika (GDR) |
| – 78 kg   | Šota Chabareli · Sovětský svaz (URS)     | Juan Ferrer · Kuba (CUB)               | Bernard Tchoullouyan · Francie (FRA)                  | Harald Heinke · Německá demokratická republika (GDR)      |
| – 86 kg   | Jürg Röthlisberger · Švýcarsko (SUI)     | Isaac Azcuy · Kuba (CUB)               | Alexandr Jackevič · Sovětský svaz (URS)               | Detlef Ultsch · Německá demokratická republika (GDR)      |
| – 95 kg   | Robert Van de Walle · Belgie (BEL)       | Tengiz Chubuluri · Sovětský svaz (URS) | Dietmar Lorenz · Německá demokratická republika (GDR) | Henk Numan · Nizozemsko (NED)                             |
| + 95 kg   | Angelo Parisi · Francie (FRA)            | Dimitar Zaprjanov · Bulharsko (BUL)    | Vladimír Kocman · Československo (TCH)                | Radomir Kovačević · Jugoslávie (YUG)                      |

### Kategorie bez rozdílu vah
| Kategorie       | Zlato                                                 | Stříbro                       | Bronz                              | Bronz                          |
| --------------- | ----------------------------------------------------- | ----------------------------- | ---------------------------------- | ------------------------------ |
| Bez rozdílu vah | Dietmar Lorenz · Německá demokratická republika (GDR) | Angelo Parisi · Francie (FRA) | Arthur Mapp · Velká Británie (GBR) | András Ozsvár · Maďarsko (HUN) |

## Přehled medailí
| Pořadí | Země                                 | Zlato | Stříbro | Bronz | Celkově |
| ------ | ------------------------------------ | ----- | ------- | ----- | ------- |
| 1.     | Sovětský svaz (URS)                  | 2     | 1       | 2     | 5       |
| 2.     | Francie (FRA)                        | 2     | 1       | 1     | 4       |
| 3.     | Německá demokratická republika (GDR) | 1     | 0       | 4     | 5       |
| 4.     | Belgie (BEL)                         | 1     | 0       | 0     | 1       |
| 4.     | Itálie (ITA)                         | 1     | 0       | 0     | 1       |
| 4.     | Švýcarsko (SUI)                      | 1     | 0       | 0     | 1       |
| 7.     | Kuba (CUB)                           | 0     | 3       | 0     | 3       |
| 8.     | Bulharsko (BUL)                      | 0     | 1       | 1     | 2       |
| 8.     | Velká Británie (GBR)                 | 0     | 1       | 1     | 2       |
| 8.     | Mongolsko (MGL)                      | 0     | 1       | 1     | 2       |
| 11.    | Maďarsko (HUN)                       | 0     | 0       | 2     | 2       |
| 12.    | Československo (TCH)                 | 0     | 0       | 1     | 1       |
| 12.    | Nizozemsko (NED)                     | 0     | 0       | 1     | 1       |
| 12.    | Polsko (POL)                         | 0     | 0       | 1     | 1       |
| 12.    | Jugoslávie (YUG)                     | 0     | 0       | 1     | 1       |
| Celkem | Celkem                               | 8     | 8       | 16    | 32      |